# Катона (Нью-Йорк)
Катона (англ. Katonah) — статистически обособленная местность (CDP) в США, в округе Уэстчестер штата Нью-Йорк. Население — 1603 человека (2020).

## География
Катона расположена по координатам 41°15′18″ с. ш. 73°41′07″ з. д. (41.255069, -73.685185). По данным Бюро переписи населения США в 2010 году переписная местность имела площадь 2,08 км², из которых 1,88 км² (90,38%) — суша и 0,20 км² (9,62%) — водоёмы.

## Демография
Согласно переписи 2010 года, в Катоне проживало 1679 человек в 589 домохозяйствах в составе 445 семей. Плотность населения составила 806 чел/км².
Расовый состав населения:
| - 87,1% — белых - 2,6% — азиатов - 2,5% — афроамериканцев - 0,2% — коренных американцев - 5,4% — лиц других рас |

К двум или более расам принадлежало 2,2%. Доля испаноязычных составила 11,9% от всех обитателей.
По возрастному диапазону население распределялось следующим образом: 29,5% — лица младше 18 лет, 60,9% — лица в возрасте 18—64 лет, 9,6% — лица в возрасте 65 лет и старше. Медиана возраста жителя составила 40,6 лет. На 100 человек женского пола в переписной местности приходилось 88 мужчин; на 100 женщин в возрасте от 18 лет и старше — 87,5 мужчин также старше 18 лет.
Средний доход на одно домашнее хозяйство составил 147 212 долларов США (медиана — 109 952), а средний доход на одну семью — 151 432 доллара (медиана — 109 135). Медиана доходов составляла 91 524 доллара для мужчин и 61 250 долларов для женщин. За чертой бедности находилось 6,6% человек, в том числе 7,5% детей в возрасте до 18 лет и 10,8% лиц в возрасте 65 лет и старше.
Гражданское трудоустроенное население составляло 1019 человек. Основные области занятости: образование, здравоохранение и социальная помощь — 30,6%, учёные, специалисты, менеджеры — 19,7%, информация — 12,1%, искусство, развлечения и отдых — 8,8%.